# Toni Kroos
Toni Kroos (Greifswald, 4 gennaio 1990) è un ex calciatore tedesco, di ruolo centrocampista. Con la nazionale tedesca è stato campione del mondo nel 2014.
Ritenuto uno dei migliori centrocampisti della storia moderna calcistica, ha vinto tre campionati tedeschi, tre Coppe di Germania, due Supercoppe di Germania, quattro campionati spagnoli, una Coppa del Re, quattro Supercoppe di Spagna, sei UEFA Champions League, cinque Supercoppe UEFA e sei Coppe del mondo per club, quest'ultimo record assoluto.
Con la nazionale tedesca ha partecipato a tre campionati del mondo (2010, 2014, 2018), vincendo l'edizione del 2014, e a quattro campionati d'Europa (2012, 2016, 2020, 2024).

## Biografia
Proveniente da una famiglia sportiva (il padre Roland era calciatore e la madre Birgit è stata campionessa DDR nel badminton), Toni Kroos nasce il 4 gennaio 1990 a Greifswald nel Meclemburgo-Pomerania Anteriore nella Germania Est, 9 mesi prima della riunificazione.
Kroos cresce con i genitori e il fratello più giovane, Felix (ex calciatore), nel quartiere Schönwalde ed entra all'età di sette anni nel Greifwalder SC, dove suo padre allena le giovanili. Nel 2002 si trasferisce con la famiglia a Rostock, dove il padre passa ad allenare le giovanili dell'Hansa Rostock, segnalando subito al suo nuovo club sia Toni che Felix Kroos. Le eccezionali prestazioni di Toni gli consentono di saltare diverse squadre giovanili, finché, nel 2004, il Bayern Monaco esprime il suo interesse per il giocatore, che decide però di rimanere con il club di Rostock. Nel 2006, ormai sedicenne, Toni Kroos viene acquistato dalla squadra della capitale bavarese, dove nel 2007 esordisce in Bundesliga.

## Caratteristiche tecniche
Considerato uno dei maggiori talenti del calcio tedesco oltreché tra i centrocampisti più forti della storia del calcio, era un regista dall'eccellente visione di gioco, abile con entrambi i piedi. Paragonato anche a Juan Román Riquelme, poteva ricoprire diversi ruoli: nato come trequartista, ha finito per essere impiegato come centrocampista centrale, con risultati eccellenti. Con Pep Guardiola è stato utilizzato anche come mezzala, sia destra che sinistra, dove ha imparato il gioco posizionale. Nel suo bagaglio tecnico rientravano conclusioni dalla distanza, grazie ad un tiro potente ed il tiro a giro, calci di punizione, lanci lunghi, cross e passaggi smarcanti grazie alla sua precisione, potenza e velocità di passaggio. Grazie alla sua magnifica visione di gioco era anche un ottimo assist-man. Spesso incaricato di battere i calci piazzati per via delle sue eccelse qualità balistiche, era abile a spostarsi da un'area di rigore all'altra, disponendo anche di forza fisica. Eccelleva nel gioco posizionale.
Nel 2010 è stato inserito nella lista dei migliori calciatori nati dopo il 1989 stilata da Don Balón.

## Carriera

### Club

#### Bayern Monaco e prestito
Il 26 settembre 2007 debutta in prima squadra a 17 anni, 8 mesi e 2 giorni nella vittoria del Bayern Monaco 5-0 sull'Energie Cottbus, scendendo in campo per 18 minuti, diventando il più giovane calciatore nella storia del club (record battuto successivamente). Il 25 ottobre 2007 marca anche la prima presenza in coppa UEFA in trasferta contro la Stella Rossa Belgrado, segnando un gol.
Il 6 novembre 2008 arriva anche l'esordio in Champions League nella sfida esterna contro la Fiorentina finita 1-1.
Il 1º febbraio 2009, per consentirgli di giocare con maggiore continuità, viene ceduto in prestito al Bayer Leverkusen fino a giugno 2010. Il 28 febbraio 2009 debutta con la sua nuova squadra nella sconfitta in trasferta contro l'Hannover 96. Il 18 aprile 2009 arriva anche il primo gol in Bundesliga contro il Wolfsburg. Al termine della stagione scade il prestito con il Leverkusen e Kroos torna al Bayern Monaco.
Il 29 ottobre 2010 segna il suo primo gol in campionato con la maglia del club bavarese nella gara interna giocata contro il Friburgo vinta per 4-2. Conclude la stagione con 27 presenze e una rete in campionato, con la squadra che si piazza al 3º posto.

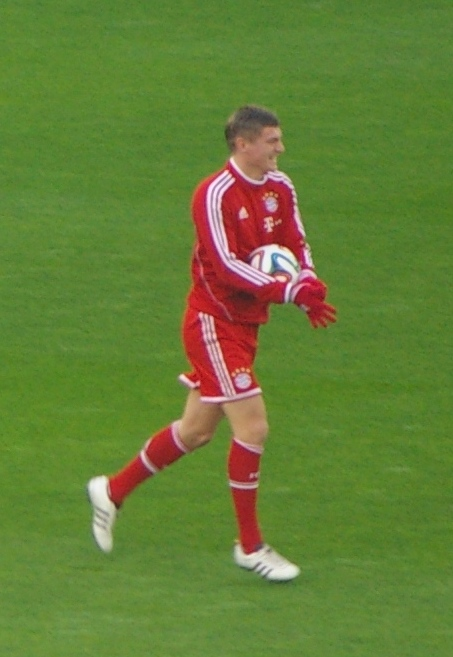
Kroos in un riscaldamento con il Bayern Monaco nel 2014

La stagione successiva si rivela densa di soddisfazioni a livello di club, anche se a livello personale viene caratterizzata negativamente da uno strappo al polpaccio, avvenuto durante l'andata dei quarti di finale di Champions League contro la Juventus, che lo manterrà bloccato per circa otto settimane. Il 6 aprile 2013 vince infatti la sua seconda Bundesliga (il ventitreesimo titolo dei bavaresi) con sei giornate di anticipo rispetto alla fine del campionato. Il 25 maggio 2013 vince la sua prima Champions League, grazie alla vittoria dei bavaresi nella finale contro il Borussia Dortmund. Il 1º giugno 2013 vince anche la Coppa di Germania, ottenendo il treble con la compagine bavarese. Tuttavia l'infortunio patito nei quarti di Champions gli farà saltare l'ultima parte di campionato e le due finali di coppa.
La stagione 2013-2014 si apre con la vittoria il 30 agosto 2013 della Supercoppa UEFA, ottenuta sconfiggendo ai rigori in finale la compagine londinese del Chelsea, dopo che i tempi supplementari si erano conclusi sul 2-2. Nel corso dell'annata la squadra bavarese conquista altri tre titoli, la Coppa del mondo per club, la Bundesliga e la Coppa di Germania.

#### Real Madrid

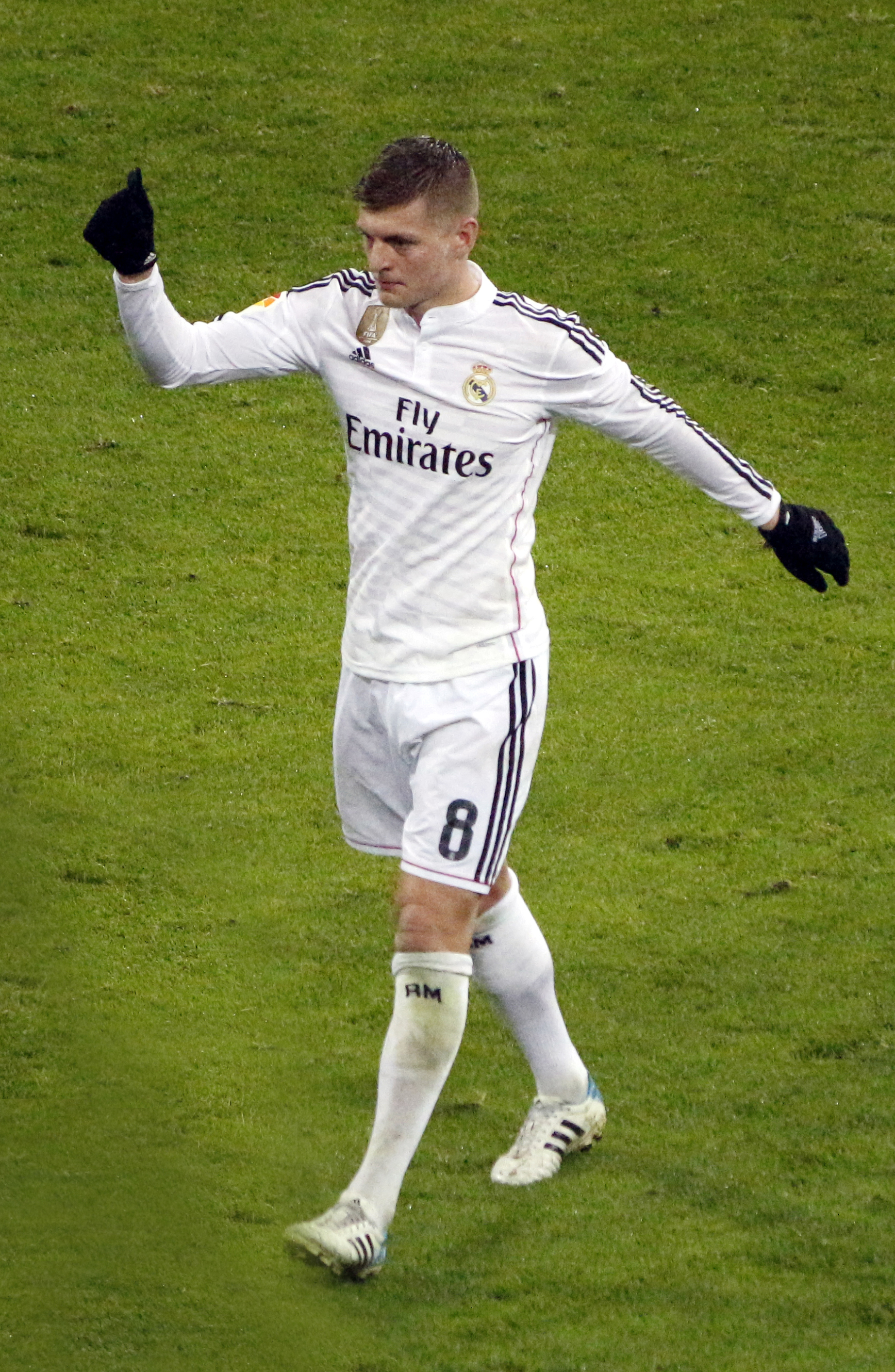
Kroos con la maglia del Real Madrid nel 2015

Il 17 luglio 2014 viene ufficializzato il suo passaggio al Real Madrid per circa 25 milioni di euro. Presentato il giorno stesso allo stadio Santiago Bernabéu, firma un contratto di sei anni. La stagione si apre con la vittoria della Supercoppa UEFA e prosegue con la vittoria della Coppa del mondo per club.
Nel 2015-2016 Kroos si aggiudica la UEFA Champions League, mentre nell'annata seguente, in cui risulta il giocatore più utilizzato dall'allenatore Zinédine Zidane, vince il campionato spagnolo e la UEFA Champions League. Nel 2017-2018 si aggiudica la Supercoppa UEFA, la Coppa del mondo per club e la UEFA Champions League. Sconfitto nella finale di Supercoppa UEFA, nel 2018-2019 il Real Madrid vince la Coppa del mondo per club per la quinta volta (record). Nel 2019-2020, stagione in cui, nel mese di ottobre, taglia il traguardo delle cento presenze in UEFA Champions League, Kroos vince il campionato spagnolo e la Supercoppa di Spagna, poi chiude la stagione 2020-2021 senza trofei. Nel 2021-2022 vince il campionato spagnolo, la Supercoppa di Spagna e la UEFA Champions League. Nel 2022-2023 si aggiudica la Supercoppa europea, la Coppa del mondo per club FIFA e la Coppa di Spagna.
Nella stagione 2023-2024 vince il campionato spagnolo, la Supercoppa di Spagna e la UEFA Champions League, eguagliando il record di Francisco Gento insieme ai compagni di squadra Luka Modrić, Daniel Carvajal e Nacho, ed entrando nella ristretta cerchia di giocatori ad aver conquistato per sei volte la massima competizione europea.

### Nazionale
Titolare della nazionale tedesca Under-17, con cui colleziona 34 presenze con 17 gol, nel 2007 si aggiudica il terzo posto al campionato mondiale di categoria. Alla fine del torneo viene premiato con il Pallone d'oro e la Scarpa d'argento della competizione. Il 5 settembre 2008 debutta con la Germania Under-21 nelle qualificazioni del campionato europeo U-21 contro l'Irlanda del Nord segnando il gol del vantaggio dopo soli 11 minuti.

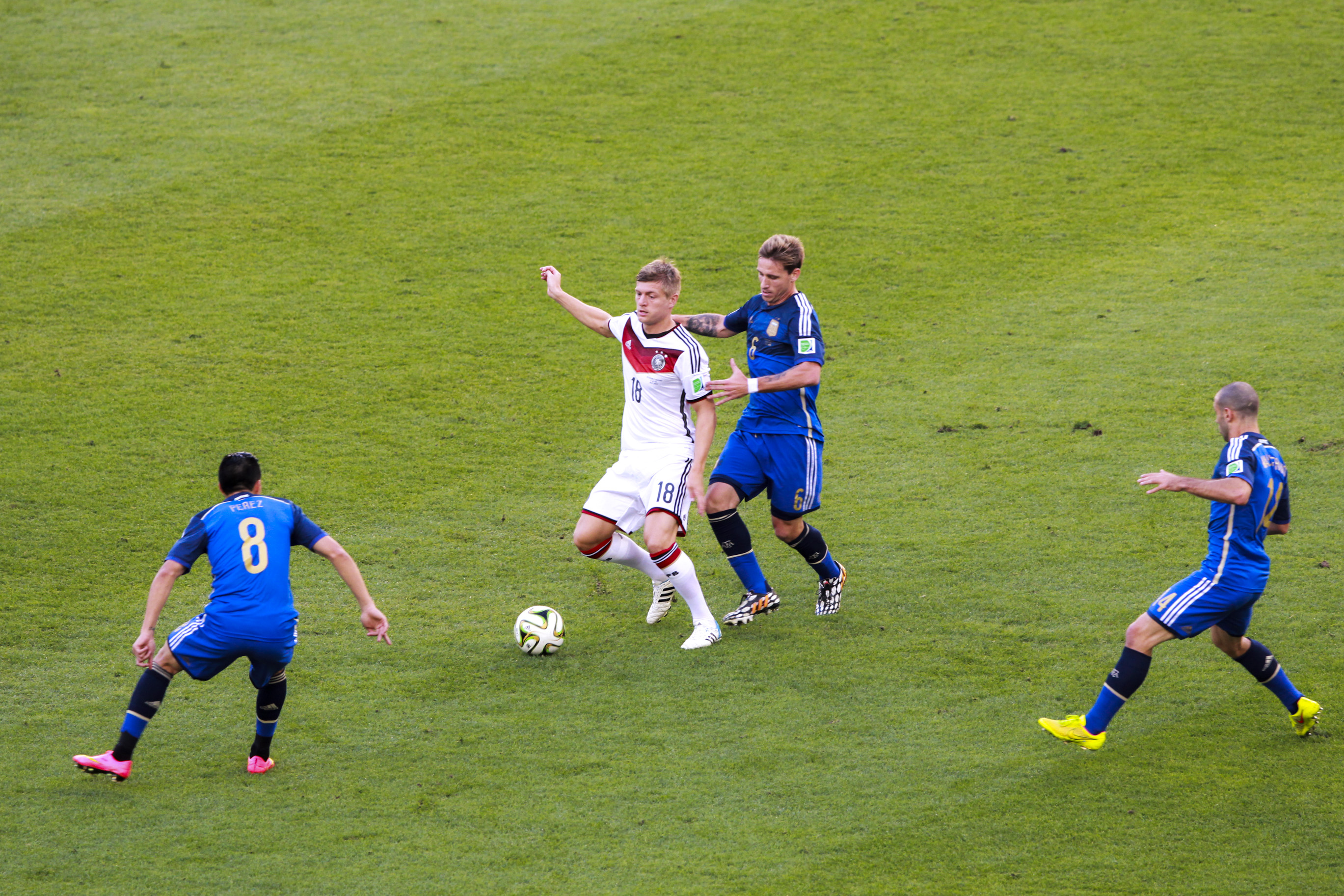
Kroos con la nazionale tedesca durante la finale del Mondiale 2014

Il 3 marzo 2010 esordisce con la nazionale maggiore nella gara amichevole persa per 1-0 contro l'Argentina. Selezionato per il campionato del mondo 2010 in Sudafrica dal CT Löw, mette a referto quattro presenze nella rassegna iridata. Il 6 settembre 2011 segna il primo gol in nazionale, durante una partita amichevole contro la Polonia terminata con il risultato di 2-2, mentre il 12 ottobre 2012 realizza la prima doppietta in nazionale, contro l'Irlanda nella partita vinta con il punteggio di 6-1.
Convocato per il campionato del mondo 2014 in Brasile, ha un posto da titolare nella formazione tedesca, con la quale gioca tutte le partite della manifestazione. Nella storica semifinale contro il Brasile, vinta per 7-1 dai tedeschi, mette a segno una doppietta. Il 13 luglio 2014 si laurea campione del mondo dopo la vittoria in finale sull'Argentina per 1-0 ai tempi supplementari. Al termine della rassegna viene inserito nella squadra del torneo dalla UEFA. Convocato per il campionato d'Europa 2016, gioca tutte le sei partite della nazionale tedesca, che viene eliminata in semifinale dalla Francia. Viene poi inserito nella squadra del torneo dalla UEFA. Convocato per il campionato del mondo 2018, partecipa alla disfatta della sua nazionale, eliminata ai gironi. Suo è il gol nel tempo di recupero contro la Svezia, rete che dà l'unica vittoria della Germania nel torneo.
Il 13 ottobre 2020 raggiunge quota 100 presenze in nazionale maggiore nel pareggio per 3-3 contro la Svizzera. Un mese dopo entra nei primi dieci tedeschi più presenti in nazionale, scendendo in campo nella partita persa per 6-0 in casa della Spagna.
Convocato per il campionato d'Europa 2020, tenutosi nel 2021, gioca tutte e quattro le partite della sua squadra, che viene eliminata agli ottavi dall'Inghilterra. Il 2 luglio 2021, tre giorni dopo l'eliminazione, annuncia il proprio ritiro dalla nazionale, ma il 22 febbraio 2024 annuncia il proprio ritorno in nazionale a pochi mesi di distanza dal campionato d'Europa. Il 23 marzo seguente scende in campo a tre anni di distanza dall'ultima volta con la Mannschaft, in occasione della partita amichevole disputata a Lione e vinta per 2-0 contro la Francia, in cui fornisce a Florian Wirtz l'assist per il gol che apre le marcature dopo soli sette secondi di gara.
Convocato per il campionato d'Europa 2024, viene schierato da titolare in tutte le partite disputate dalla Mannschaft, concludendo l'esperienza in nazionale e la propria carriera ai quarti di finale del torneo, dove la Germania, padrona di casa, subisce l'eliminazione contro la Spagna (1-2).

## Statistiche

### Presenze e reti nei club
Statistiche aggiornate al 1º giugno 2024.
| Stagione                | Squadra                 | Campionato              | Campionato | Campionato | Coppe nazionali | Coppe nazionali | Coppe nazionali | Coppe continentali | Coppe continentali | Coppe continentali | Altre coppe | Altre coppe | Altre coppe | Totale | Totale |
| Stagione                | Squadra                 | Comp                    | Pres       | Reti       | Comp            | Pres            | Reti            | Comp               | Pres               | Reti               | Comp        | Pres        | Reti        | Pres   | Reti   |
| ----------------------- | ----------------------- | ----------------------- | ---------- | ---------- | --------------- | --------------- | --------------- | ------------------ | ------------------ | ------------------ | ----------- | ----------- | ----------- | ------ | ------ |
| 2007-2008               | Bayern Monaco II        | RL                      | 12         | 3          | -               | -               | -               | -                  | -                  | -                  | -           | -           | -           | 12     | 3      |
| ott. 2008               | Bayern Monaco II        | DL                      | 1          | 1          | -               | -               | -               | -                  | -                  | -                  | -           | -           | -           | 1      | 1      |
| Totale Bayern Monaco II | Totale Bayern Monaco II | Totale Bayern Monaco II | 13         | 4          |                 | -               | -               |                    | -                  | -                  |             | -           | -           | 13     | 4      |
| 2007-2008               | Bayern Monaco           | BL                      | 12         | 0          | CG              | 2               | 0               | CU                 | 6                  | 1                  | -           | -           | -           | 20     | 1      |
| 2008-gen. 2009          | Bayern Monaco           | BL                      | 7          | 0          | CG              | 1               | 1               | UCL                | 1                  | 0                  | -           | -           | -           | 9      | 1      |
| gen.-giu. 2009          | Bayer Leverkusen        | BL                      | 10         | 1          | CG              | 3               | 0               | -                  | -                  | -                  | -           | -           | -           | 13     | 1      |
| 2009-2010               | Bayer Leverkusen        | BL                      | 33         | 9          | CG              | 2               | 0               | -                  | -                  | -                  | -           | -           | -           | 35     | 9      |
| Totale Bayer Leverkusen | Totale Bayer Leverkusen | Totale Bayer Leverkusen | 43         | 10         |                 | 5               | 0               |                    | -                  | -                  |             | -           | -           | 48     | 10     |
| 2010-2011               | Bayern Monaco           | BL                      | 27         | 1          | CG              | 3               | 1               | UCL                | 7                  | 0                  | SG          | 0           | 0           | 37     | 2      |
| 2011-2012               | Bayern Monaco           | BL                      | 31         | 4          | CG              | 6               | 1               | UCL                | 14                 | 2                  | -           | -           | -           | 51     | 7      |
| 2012-2013               | Bayern Monaco           | BL                      | 24         | 6          | CG              | 3               | 0               | UCL                | 9                  | 3                  | SG          | 1           | 0           | 37     | 9      |
| 2013-2014               | Bayern Monaco           | BL                      | 29         | 2          | CG              | 6               | 1               | UCL                | 12                 | 1                  | SG+SU+Cmc   | 1+1+2       | 0           | 51     | 4      |
| Totale Bayern Monaco    | Totale Bayern Monaco    | Totale Bayern Monaco    | 130        | 13         |                 | 21              | 4               |                    | 49                 | 7                  |             | 5           | 0           | 205    | 24     |
| 2014-2015               | Real Madrid             | PD                      | 36         | 2          | CR              | 2               | 0               | UCL                | 12                 | 0                  | SU+SS+Cmc   | 1+2+2       | 0           | 55     | 2      |
| 2015-2016               | Real Madrid             | PD                      | 32         | 1          | CR              | 0               | 0               | UCL                | 12                 | 0                  | -           | -           | -           | 44     | 1      |
| 2016-2017               | Real Madrid             | PD                      | 29         | 3          | CR              | 5               | 0               | UCL                | 12                 | 1                  | SU+Cmc      | 0+2         | 0           | 48     | 4      |
| 2017-2018               | Real Madrid             | PD                      | 27         | 5          | CR              | 0               | 0               | UCL                | 12                 | 0                  | SU+SS+Cmc   | 1+2+1       | 0           | 43     | 5      |
| 2018-2019               | Real Madrid             | PD                      | 28         | 0          | CR              | 4               | 0               | UCL                | 8                  | 1                  | SU+Cmc      | 1+2         | 0           | 43     | 1      |
| 2019-2020               | Real Madrid             | PD                      | 35         | 4          | CR              | 2               | 0               | UCL                | 6                  | 1                  | SS          | 2           | 1           | 45     | 6      |
| 2020-2021               | Real Madrid             | PD                      | 28         | 3          | CR              | 1               | 0               | UCL                | 12                 | 0                  | SS          | 1           | 0           | 42     | 3      |
| 2021-2022               | Real Madrid             | PD                      | 28         | 1          | CR              | 3               | 0               | UCL                | 12                 | 2                  | SS          | 2           | 0           | 45     | 3      |
| 2022-2023               | Real Madrid             | PD                      | 30         | 2          | CR              | 5               | 0               | UCL                | 12                 | 0                  | SS+SU+Cmc   | 2+1+2       | 0           | 52     | 2      |
| 2023-2024               | Real Madrid             | PD                      | 33         | 1          | CR              | 1               | 0               | UCL                | 12                 | 0                  | SS          | 2           | 0           | 48     | 1      |
| Totale Real Madrid      | Totale Real Madrid      | Totale Real Madrid      | 306        | 22         |                 | 23              | 0               |                    | 110                | 5                  |             | 26          | 1           | 465    | 28     |
| Totale carriera         | Totale carriera         | Totale carriera         | 492        | 49         |                 | 49              | 4               |                    | 159                | 12                 |             | 31          | 1           | 731    | 66     |

### Cronologia presenze e reti in nazionale
| Cronologia completa delle presenze e delle reti in nazionale ― Germania | Cronologia completa delle presenze e delle reti in nazionale ― Germania | Cronologia completa delle presenze e delle reti in nazionale ― Germania | Cronologia completa delle presenze e delle reti in nazionale ― Germania | Cronologia completa delle presenze e delle reti in nazionale ― Germania | Cronologia completa delle presenze e delle reti in nazionale ― Germania | Cronologia completa delle presenze e delle reti in nazionale ― Germania | Cronologia completa delle presenze e delle reti in nazionale ― Germania |
| Data                                                                    | Città                                                                   | In casa                                                                 | Risultato                                                               | Ospiti                                                                  | Competizione                                                            | Reti                                                                    | Note                                                                    |
| ----------------------------------------------------------------------- | ----------------------------------------------------------------------- | ----------------------------------------------------------------------- | ----------------------------------------------------------------------- | ----------------------------------------------------------------------- | ----------------------------------------------------------------------- | ----------------------------------------------------------------------- | ----------------------------------------------------------------------- |
| 3-3-2010                                                                | Monaco di Baviera                                                       | Germania                                                                | 0 – 1                                                                   | Argentina                                                               | Amichevole                                                              | -                                                                       | 67’                                                                     |
| 13-5-2010                                                               | Aquisgrana                                                              | Germania                                                                | 3 – 0                                                                   | Malta                                                                   | Amichevole                                                              | -                                                                       | 57’                                                                     |
| 29-5-2010                                                               | Budapest                                                                | Ungheria                                                                | 0 – 3                                                                   | Germania                                                                | Amichevole                                                              | -                                                                       | 62’                                                                     |
| 3-6-2010                                                                | Francoforte sul Meno                                                    | Germania                                                                | 3 – 1                                                                   | Bosnia ed Erzegovina                                                    | Amichevole                                                              | -                                                                       | 87’                                                                     |
| 23-6-2010                                                               | Johannesburg                                                            | Ghana                                                                   | 0 – 1                                                                   | Germania                                                                | Mondiali 2010 - 1º turno                                                | -                                                                       | 81’                                                                     |
| 3-7-2010                                                                | Città del Capo                                                          | Argentina                                                               | 0 – 4                                                                   | Germania                                                                | Mondiali 2010 - Quarti di finale                                        | -                                                                       | 77’                                                                     |
| 7-7-2010                                                                | Durban                                                                  | Germania                                                                | 0 – 1                                                                   | Spagna                                                                  | Mondiali 2010 - Semifinale                                              | -                                                                       | 62’                                                                     |
| 10-7-2010                                                               | Port Elizabeth                                                          | Uruguay                                                                 | 2 – 3                                                                   | Germania                                                                | Mondiali 2010 - Finale 3º posto                                         | -                                                                       | 81’                                                                     |
| 11-8-2010                                                               | Copenaghen                                                              | Danimarca                                                               | 2 – 2                                                                   | Germania                                                                | Amichevole                                                              | -                                                                       |                                                                         |
| 3-9-2010                                                                | Bruxelles                                                               | Belgio                                                                  | 0 – 1                                                                   | Germania                                                                | Qual. Euro 2012                                                         | -                                                                       | 70’                                                                     |
| 8-10-2010                                                               | Berlino                                                                 | Germania                                                                | 3 – 0                                                                   | Turchia                                                                 | Qual. Euro 2012                                                         | -                                                                       |                                                                         |
| 12-10-2010                                                              | Astana                                                                  | Kazakistan                                                              | 0 – 3                                                                   | Germania                                                                | Qual. Euro 2012                                                         | -                                                                       |                                                                         |
| 17-10-2010                                                              | Göteborg                                                                | Svezia                                                                  | 0 – 0                                                                   | Germania                                                                | Amichevole                                                              | -                                                                       | 60’                                                                     |
| 26-3-2011                                                               | Kaiserslautern                                                          | Germania                                                                | 4 – 0                                                                   | Kazakistan                                                              | Qual. Euro 2012                                                         | -                                                                       | 78’                                                                     |
| 29-3-2011                                                               | Mönchengladbach                                                         | Germania                                                                | 1 – 2                                                                   | Australia                                                               | Amichevole                                                              | -                                                                       | 64’                                                                     |
| 29-5-2011                                                               | Hoffenheim                                                              | Germania                                                                | 2 – 1                                                                   | Uruguay                                                                 | Amichevole                                                              | -                                                                       | 79’                                                                     |
| 3-6-2011                                                                | Vienna                                                                  | Austria                                                                 | 1 – 2                                                                   | Germania                                                                | Qual. Euro 2012                                                         | -                                                                       |                                                                         |
| 7-6-2011                                                                | Baku                                                                    | Azerbaigian                                                             | 1 – 3                                                                   | Germania                                                                | Qual. Euro 2012                                                         | -                                                                       |                                                                         |
| 10-8-2011                                                               | Stoccarda                                                               | Germania                                                                | 3 – 2                                                                   | Brasile                                                                 | Amichevole                                                              | -                                                                       |                                                                         |
| 2-9-2011                                                                | Gelsenkirchen                                                           | Germania                                                                | 6 – 2                                                                   | Austria                                                                 | Qual. Euro 2012                                                         | -                                                                       | 85’                                                                     |
| 6-9-2011                                                                | Danzica                                                                 | Polonia                                                                 | 2 – 2                                                                   | Germania                                                                | Amichevole                                                              | 1                                                                       | 84’                                                                     |
| 11-10-2011                                                              | Dortmund                                                                | Germania                                                                | 3 – 1                                                                   | Belgio                                                                  | Qual. Euro 2012                                                         | -                                                                       |                                                                         |
| 11-11-2011                                                              | Kiev                                                                    | Ucraina                                                                 | 3 – 3                                                                   | Germania                                                                | Amichevole                                                              | 1                                                                       | 87’                                                                     |
| 15-11-2011                                                              | Amburgo                                                                 | Germania                                                                | 3 – 0                                                                   | Paesi Bassi                                                             | Amichevole                                                              | -                                                                       | 82’                                                                     |
| 29-2-2012                                                               | Brema                                                                   | Germania                                                                | 1 – 2                                                                   | Francia                                                                 | Amichevole                                                              | -                                                                       |                                                                         |
| 31-5-2012                                                               | Lipsia                                                                  | Germania                                                                | 2 – 0                                                                   | Israele                                                                 | Amichevole                                                              | -                                                                       | 86’                                                                     |
| 9-6-2012                                                                | Leopoli                                                                 | Germania                                                                | 1 – 0                                                                   | Portogallo                                                              | Euro 2012 - 1º turno                                                    | -                                                                       | 87’                                                                     |
| 13-6-2012                                                               | Charkiv                                                                 | Paesi Bassi                                                             | 1 – 2                                                                   | Germania                                                                | Euro 2012 - 1º turno                                                    | -                                                                       | 81’                                                                     |
| 17-6-2012                                                               | Leopoli                                                                 | Danimarca                                                               | 1 – 2                                                                   | Germania                                                                | Euro 2012 - 1º turno                                                    | -                                                                       | 84’                                                                     |
| 28-6-2012                                                               | Varsavia                                                                | Germania                                                                | 1 – 2                                                                   | Italia                                                                  | Euro 2012 - Semifinale                                                  | -                                                                       |                                                                         |
| 15-8-2012                                                               | Francoforte                                                             | Germania                                                                | 1 – 3                                                                   | Argentina                                                               | Amichevole                                                              | -                                                                       | 69’                                                                     |
| 11-9-2012                                                               | Vienna                                                                  | Austria                                                                 | 1 – 2                                                                   | Germania                                                                | Qual. Mondiali 2014                                                     | -                                                                       |                                                                         |
| 12-10-2012                                                              | Dublino                                                                 | Irlanda                                                                 | 1 – 6                                                                   | Germania                                                                | Qual. Mondiali 2014                                                     | 2                                                                       | 46’                                                                     |
| 16-10-2012                                                              | Berlino                                                                 | Germania                                                                | 4 – 4                                                                   | Svezia                                                                  | Qual. Mondiali 2014                                                     | -                                                                       |                                                                         |
| 6-2-2013                                                                | Saint-Denis                                                             | Francia                                                                 | 1 – 2                                                                   | Germania                                                                | Amichevole                                                              | -                                                                       | 57’                                                                     |
| 6-9-2013                                                                | Monaco di Baviera                                                       | Germania                                                                | 3 – 0                                                                   | Austria                                                                 | Qual. Mondiali 2014                                                     | 1                                                                       |                                                                         |
| 10-9-2013                                                               | Tórshavn                                                                | Fær Øer                                                                 | 0 – 3                                                                   | Germania                                                                | Qual. Mondiali 2014                                                     | -                                                                       |                                                                         |
| 11-10-2013                                                              | Colonia                                                                 | Germania                                                                | 3 – 0                                                                   | Irlanda                                                                 | Qual. Mondiali 2014                                                     | -                                                                       |                                                                         |
| 15-10-2013                                                              | Solna                                                                   | Svezia                                                                  | 3 – 5                                                                   | Germania                                                                | Qual. Mondiali 2014                                                     | -                                                                       |                                                                         |
| 15-11-2013                                                              | Milano                                                                  | Italia                                                                  | 1 – 1                                                                   | Germania                                                                | Amichevole                                                              | -                                                                       | 82’                                                                     |
| 19-11-2013                                                              | Londra                                                                  | Inghilterra                                                             | 0 – 1                                                                   | Germania                                                                | Amichevole                                                              | -                                                                       |                                                                         |
| 5-3-2014                                                                | Stoccarda                                                               | Germania                                                                | 1 – 0                                                                   | Cile                                                                    | Amichevole                                                              | -                                                                       |                                                                         |
| 1-6-2014                                                                | Mönchengladbach                                                         | Germania                                                                | 2 – 2                                                                   | Camerun                                                                 | Amichevole                                                              | -                                                                       |                                                                         |
| 6-6-2014                                                                | Magonza                                                                 | Germania                                                                | 6 – 1                                                                   | Armenia                                                                 | Amichevole                                                              | -                                                                       |                                                                         |
| 16-6-2014                                                               | Salvador de Bahia                                                       | Germania                                                                | 4 – 0                                                                   | Portogallo                                                              | Mondiali 2014 - 1º turno                                                | -                                                                       |                                                                         |
| 21-6-2014                                                               | Fortaleza                                                               | Germania                                                                | 2 – 2                                                                   | Ghana                                                                   | Mondiali 2014 - 1º turno                                                | -                                                                       |                                                                         |
| 26-6-2014                                                               | Recife                                                                  | Stati Uniti                                                             | 0 – 1                                                                   | Germania                                                                | Mondiali 2014 - 1º turno                                                | -                                                                       |                                                                         |
| 30-6-2014                                                               | Porto Alegre                                                            | Germania                                                                | 2 – 1 dts                                                               | Algeria                                                                 | Mondiali 2014 - Ottavi di finale                                        | -                                                                       |                                                                         |
| 4-7-2014                                                                | Rio de Janeiro                                                          | Francia                                                                 | 0 – 1                                                                   | Germania                                                                | Mondiali 2014 - Quarti di finale                                        | -                                                                       | 90+2’                                                                   |
| 8-7-2014                                                                | Belo Horizonte                                                          | Brasile                                                                 | 1 – 7                                                                   | Germania                                                                | Mondiali 2014 - Semifinale                                              | 2                                                                       |                                                                         |
| 13-7-2014                                                               | Rio de Janeiro                                                          | Germania                                                                | 1 – 0 dts                                                               | Argentina                                                               | Mondiali 2014 - Finale                                                  | -                                                                       |                                                                         |
| 3-9-2014                                                                | Düsseldorf                                                              | Germania                                                                | 2 – 4                                                                   | Argentina                                                               | Amichevole                                                              | -                                                                       | 71’                                                                     |
| 7-9-2014                                                                | Dortmund                                                                | Germania                                                                | 2 – 1                                                                   | Scozia                                                                  | Qual. Euro 2016                                                         | -                                                                       |                                                                         |
| 11-10-2014                                                              | Varsavia                                                                | Polonia                                                                 | 2 – 0                                                                   | Germania                                                                | Qual. Euro 2016                                                         | -                                                                       |                                                                         |
| 14-10-2014                                                              | Gelsenkirchen                                                           | Germania                                                                | 1 – 1                                                                   | Irlanda                                                                 | Qual. Euro 2016                                                         | 1                                                                       |                                                                         |
| 14-11-2014                                                              | Norimberga                                                              | Germania                                                                | 4 – 0                                                                   | Gibilterra                                                              | Qual. Euro 2016                                                         | -                                                                       | 80’                                                                     |
| 18-11-2014                                                              | Vigo                                                                    | Spagna                                                                  | 0 – 1                                                                   | Germania                                                                | Amichevole                                                              | 1                                                                       |                                                                         |
| 29-3-2015                                                               | Tbilisi                                                                 | Georgia                                                                 | 0 – 2                                                                   | Germania                                                                | Qual. Euro 2016                                                         | -                                                                       |                                                                         |
| 4-9-2015                                                                | Francoforte                                                             | Germania                                                                | 3 – 1                                                                   | Polonia                                                                 | Qual. Euro 2016                                                         | -                                                                       | 61’                                                                     |
| 7-9-2015                                                                | Glasgow                                                                 | Scozia                                                                  | 2 – 3                                                                   | Germania                                                                | Qual. Euro 2016                                                         | -                                                                       |                                                                         |
| 8-10-2015                                                               | Dublino                                                                 | Irlanda                                                                 | 1 – 0                                                                   | Germania                                                                | Qual. Euro 2016                                                         | -                                                                       |                                                                         |
| 11-10-2015                                                              | Lipsia                                                                  | Germania                                                                | 2 – 1                                                                   | Georgia                                                                 | Qual. Euro 2016                                                         | -                                                                       |                                                                         |
| 26-3-2016                                                               | Berlino                                                                 | Germania                                                                | 2 – 3                                                                   | Inghilterra                                                             | Amichevole                                                              | 1                                                                       |                                                                         |
| 29-3-2016                                                               | Monaco di Baviera                                                       | Germania                                                                | 4 – 1                                                                   | Italia                                                                  | Amichevole                                                              | 1                                                                       |                                                                         |
| 4-6-2016                                                                | Gelsenkirchen                                                           | Germania                                                                | 2 – 0                                                                   | Ungheria                                                                | Amichevole                                                              | -                                                                       | 36’ 68’                                                                 |
| 12-6-2016                                                               | Villeneuve-d'Ascq                                                       | Germania                                                                | 2 – 0                                                                   | Ucraina                                                                 | Euro 2016 - 1º turno                                                    | -                                                                       |                                                                         |
| 16-6-2016                                                               | Parigi                                                                  | Germania                                                                | 0 – 0                                                                   | Polonia                                                                 | Euro 2016 - 1º turno                                                    | -                                                                       |                                                                         |
| 21-6-2016                                                               | Parigi                                                                  | Irlanda del Nord                                                        | 0 – 1                                                                   | Germania                                                                | Euro 2016 - 1º turno                                                    | -                                                                       |                                                                         |
| 26-6-2016                                                               | Villeneuve-d'Ascq                                                       | Germania                                                                | 3 – 0                                                                   | Slovacchia                                                              | Euro 2016 - Ottavi di finale                                            | -                                                                       |                                                                         |
| 2-7-2016                                                                | Bordeaux                                                                | Germania                                                                | 1 – 1 dts (6 – 5 dtr)                                                   | Italia                                                                  | Euro 2016 - Quarti di finale                                            | -                                                                       |                                                                         |
| 7-7-2016                                                                | Marsiglia                                                               | Germania                                                                | 0 – 2                                                                   | Francia                                                                 | Euro 2016 - Semifinale                                                  | -                                                                       |                                                                         |
| 4-9-2016                                                                | Oslo                                                                    | Norvegia                                                                | 0 – 3                                                                   | Germania                                                                | Qual. Mondiali 2018                                                     | -                                                                       |                                                                         |
| 8-10-2016                                                               | Amburgo                                                                 | Germania                                                                | 3 – 0                                                                   | Rep. Ceca                                                               | Qual. Mondiali 2018                                                     | 1                                                                       | 76’                                                                     |
| 11-9-2016                                                               | Hannover                                                                | Germania                                                                | 2 – 0                                                                   | Irlanda del Nord                                                        | Qual. Mondiali 2018                                                     | -                                                                       |                                                                         |
| 22-3-2017                                                               | Dortmund                                                                | Germania                                                                | 1 – 0                                                                   | Inghilterra                                                             | Amichevole                                                              | -                                                                       |                                                                         |
| 26-3-2017                                                               | Baku                                                                    | Azerbaigian                                                             | 1 – 4                                                                   | Germania                                                                | Qual. Mondiali 2018                                                     | -                                                                       | 89’                                                                     |
| 1-9-2017                                                                | Praga                                                                   | Rep. Ceca                                                               | 1 – 2                                                                   | Germania                                                                | Qual. Mondiali 2018                                                     | -                                                                       |                                                                         |
| 4-9-2017                                                                | Stoccarda                                                               | Germania                                                                | 6 – 0                                                                   | Norvegia                                                                | Qual. Mondiali 2018                                                     | -                                                                       |                                                                         |
| 5-10-2017                                                               | Belfast                                                                 | Irlanda del Nord                                                        | 1 – 3                                                                   | Germania                                                                | Qual. Mondiali 2018                                                     | -                                                                       |                                                                         |
| 14-11-2017                                                              | Colonia                                                                 | Germania                                                                | 2 – 2                                                                   | Francia                                                                 | Amichevole                                                              | -                                                                       |                                                                         |
| 23-3-2018                                                               | Düsseldorf                                                              | Germania                                                                | 1 – 1                                                                   | Spagna                                                                  | Amichevole                                                              | -                                                                       |                                                                         |
| 27-3-2018                                                               | Berlino                                                                 | Germania                                                                | 0 – 1                                                                   | Brasile                                                                 | Amichevole                                                              | -                                                                       |                                                                         |
| 8-6-2018                                                                | Leverkusen                                                              | Germania                                                                | 2 – 1                                                                   | Arabia Saudita                                                          | Amichevole                                                              | -                                                                       |                                                                         |
| 17-6-2018                                                               | Mosca                                                                   | Germania                                                                | 0 – 1                                                                   | Messico                                                                 | Mondiali 2018 - 1º turno                                                | -                                                                       |                                                                         |
| 23-6-2018                                                               | Soči                                                                    | Germania                                                                | 2 – 1                                                                   | Svezia                                                                  | Mondiali 2018 - 1º turno                                                | 1                                                                       |                                                                         |
| 27-6-2018                                                               | Kazan'                                                                  | Corea del Sud                                                           | 2 – 0                                                                   | Germania                                                                | Mondiali 2018 - 1º turno                                                | -                                                                       |                                                                         |
| 6-9-2018                                                                | Monaco di Baviera                                                       | Germania                                                                | 0 – 0                                                                   | Francia                                                                 | UEFA Nations League 2018-2019 - 1º turno                                | -                                                                       |                                                                         |
| 9-9-2018                                                                | Sinsheim                                                                | Germania                                                                | 2 – 1                                                                   | Perù                                                                    | Amichevole                                                              | -                                                                       | Cap.                                                                    |
| 13-10-2018                                                              | Amsterdam                                                               | Paesi Bassi                                                             | 3 – 0                                                                   | Germania                                                                | UEFA Nations League 2018-2019 - 1º turno                                | -                                                                       |                                                                         |
| 16-10-2018                                                              | Saint-Denis                                                             | Francia                                                                 | 2 – 1                                                                   | Germania                                                                | UEFA Nations League 2018-2019 - 1º turno                                | 1                                                                       |                                                                         |
| 19-11-2018                                                              | Gelsenkirchen                                                           | Germania                                                                | 2 – 2                                                                   | Paesi Bassi                                                             | UEFA Nations League 2018-2019 - 1º turno                                | -                                                                       | 52’                                                                     |
| 24-3-2019                                                               | Amsterdam                                                               | Paesi Bassi                                                             | 2 – 3                                                                   | Germania                                                                | Qual. Euro 2020                                                         | -                                                                       |                                                                         |
| 6-9-2019                                                                | Amburgo                                                                 | Germania                                                                | 2 – 4                                                                   | Paesi Bassi                                                             | Qual. Euro 2020                                                         | 1                                                                       |                                                                         |
| 9-9-2019                                                                | Belfast                                                                 | Irlanda del Nord                                                        | 0 – 2                                                                   | Germania                                                                | Qual. Euro 2020                                                         | -                                                                       |                                                                         |
| 16-11-2019                                                              | Mönchengladbach                                                         | Germania                                                                | 4 – 0                                                                   | Bielorussia                                                             | Qual. Euro 2020                                                         | 2                                                                       |                                                                         |
| 19-11-2019                                                              | Francoforte sul Meno                                                    | Germania                                                                | 6 – 1                                                                   | Irlanda del Nord                                                        | Qual. Euro 2020                                                         | -                                                                       | Cap.                                                                    |
| 3-9-2020                                                                | Stoccarda                                                               | Germania                                                                | 1 – 1                                                                   | Spagna                                                                  | UEFA Nations League 2020-2021 - 1º turno                                | -                                                                       | Cap.                                                                    |
| 6-9-2020                                                                | Basilea                                                                 | Svizzera                                                                | 1 – 1                                                                   | Germania                                                                | UEFA Nations League 2020-2021 - 1º turno                                | -                                                                       | Cap.                                                                    |
| 10-10-2020                                                              | Kiev                                                                    | Ucraina                                                                 | 1 – 2                                                                   | Germania                                                                | UEFA Nations League 2020-2021 - 1º turno                                | -                                                                       | 53’                                                                     |
| 13-10-2020                                                              | Colonia                                                                 | Germania                                                                | 3 – 3                                                                   | Svizzera                                                                | UEFA Nations League 2020-2021 - 1º turno                                | -                                                                       | 65’                                                                     |
| 17-11-2020                                                              | Siviglia                                                                | Spagna                                                                  | 6 – 0                                                                   | Germania                                                                | UEFA Nations League 2020-2021 - 1º turno                                | -                                                                       |                                                                         |
| 7-6-2021                                                                | Düsseldorf                                                              | Germania                                                                | 7 – 1                                                                   | Lettonia                                                                | Amichevole                                                              | -                                                                       |                                                                         |
| 15-6-2021                                                               | Monaco di Baviera                                                       | Francia                                                                 | 1 – 0                                                                   | Germania                                                                | Euro 2020 - 1º turno                                                    | -                                                                       |                                                                         |
| 19-6-2021                                                               | Monaco di Baviera                                                       | Portogallo                                                              | 2 – 4                                                                   | Germania                                                                | Euro 2020 - 1º turno                                                    | -                                                                       |                                                                         |
| 23-6-2021                                                               | Monaco di Baviera                                                       | Germania                                                                | 2 – 2                                                                   | Ungheria                                                                | Euro 2020 - 1º turno                                                    | -                                                                       |                                                                         |
| 29-6-2021                                                               | Londra                                                                  | Inghilterra                                                             | 2 – 0                                                                   | Germania                                                                | Euro 2020 - Ottavi di finale                                            | -                                                                       |                                                                         |
| 23-3-2024                                                               | Lione                                                                   | Francia                                                                 | 0 – 2                                                                   | Germania                                                                | Amichevole                                                              | -                                                                       | 90’                                                                     |
| 26-3-2024                                                               | Francoforte sul Meno                                                    | Germania                                                                | 2 – 1                                                                   | Paesi Bassi                                                             | Amichevole                                                              | -                                                                       | 66’                                                                     |
| 7-6-2024                                                                | Mönchengladbach                                                         | Germania                                                                | 2 – 1                                                                   | Grecia                                                                  | Amichevole                                                              | -                                                                       |                                                                         |
| 14-6-2024                                                               | Monaco di Baviera                                                       | Germania                                                                | 5 – 1                                                                   | Scozia                                                                  | Euro 2024 - 1º turno                                                    | -                                                                       | 80’                                                                     |
| 19-6-2024                                                               | Stoccarda                                                               | Germania                                                                | 2 – 0                                                                   | Ungheria                                                                | Euro 2024 - 1º turno                                                    | -                                                                       |                                                                         |
| 23-6-2024                                                               | Francoforte sul Meno                                                    | Svizzera                                                                | 1 – 1                                                                   | Germania                                                                | Euro 2024 - 1º turno                                                    | -                                                                       |                                                                         |
| 29-6-2024                                                               | Dortmund                                                                | Germania                                                                | 2 – 0                                                                   | Danimarca                                                               | Euro 2024 - Ottavi di finale                                            | -                                                                       |                                                                         |
| 5-7-2024                                                                | Stoccarda                                                               | Spagna                                                                  | 2 – 1 dts                                                               | Germania                                                                | Euro 2024 - Quarti di finale                                            | -                                                                       | 67’                                                                     |
| Totale                                                                  |                                                                         | Presenze (7º posto)                                                     | 114                                                                     |                                                                         | Reti                                                                    | 17                                                                      |                                                                         |

## Palmarès

### Club

#### Competizioni nazionali
- Campionato tedesco: 3

Bayern Monaco: 2007-2008, 2012-2013, 2013-2014
- Coppa di Germania: 3

Bayern Monaco: 2007-2008, 2012-2013, 2013-2014
- Supercoppa di Germania: 2

Bayern Monaco: 2010, 2012
- Campionato spagnolo: 4

Real Madrid: 2016-2017, 2019-2020, 2021-2022, 2023-2024
- Supercoppa di Spagna: 4

Real Madrid: 2017, 2019, 2022, 2024
- Coppa di Spagna: 1

Real Madrid: 2022-2023

#### Competizioni internazionali
- UEFA Champions League: 6  (record condiviso con Francisco Gento, Daniel Carvajal, Nacho e Luka Modrić)

Bayern Monaco: 2012-2013
Real Madrid: 2015-2016, 2016-2017, 2017-2018, 2021-2022, 2023-2024
- Supercoppa UEFA: 5 (record condiviso con Paolo Maldini, Daniel Carvajal e Luka Modrić)

Bayern Monaco: 2013
Real Madrid: 2014, 2016, 2017, 2022
- Coppa del mondo per club: 6  (record)

Bayern Monaco: 2013
Real Madrid: 2014, 2016, 2017, 2018, 2022

### Nazionale
- Campionato mondiale: 1

Brasile 2014

### Individuale
- Capocannoniere del Campionato europeo Under-17: 1

2007 (3 gol)
- Pallone d'oro del Mondiale Under-17: 1

2007
- All-Star Team del campionato mondiale: 1

Brasile 2014
- Squadra dell'anno UEFA: 3

2014, 2016, 2017
- FIFA FIFPro World XI: 4

2014, 2016, 2017, 2024
- Costruttore di gioco dell'anno IFFHS: 1

2014
- Squadra della stagione della UEFA Champions League: 5

2013-2014, 2014-2015, 2015-2016, 2016-2017, 2017-2018
- Europei Top 11: 1

Francia 2016
- Squadra maschile dell'anno IFFHS: 2

2017, 2024
- Calciatore dell'anno in Germania: 1

2018
- Squadra maschile del decennio 2011-2020 IFFHS: 1

2020